# 土居明夫
土居 明夫（どい あきお、1896年（明治29年）6月30日 - 1976年（昭和51年）5月10日）は、日本の陸軍軍人。最終階級は陸軍中将。

## 経歴
旧土佐郷士、警察署長・土居正明の二男として生まれる。海南中学校、大阪陸軍地方幼年学校、中央幼年学校を経て、1917年（大正6年）5月、陸軍士官学校（29期）を卒業。同年12月、騎兵少尉に任官し騎兵第11連隊付となる。1920年（大正9年）9月から翌年11月まで、シベリア出兵に出征。1927年（昭和2年）12月、陸軍大学校（39期）を優等で卒業し騎兵第11連隊中隊長に就任。
1928年（昭和3年）12月、陸軍騎兵学校教官に就任し、参謀本部付を経て、1932年（昭和7年）1月から1934年（昭和9年）9月までポーランド・ソ連に駐在した。
1932年（昭和7年）8月、騎兵少佐に昇進。1934年（昭和9年）9月、騎兵学校教官となり、参謀本部員（ロシア課）などを歴任し、1936年（昭和11年）8月、騎兵中佐に進級。1937年（昭和12年）11月、兼大本営第5課長となり、ソ連大使館付武官に転じ、1938年（昭和13年）7月、騎兵大佐に昇進した。
1940年（昭和15年）3月、参謀本部ロシア課長に発令され、参謀本部作戦課長を経て、第3軍参謀副長に転じ満州に赴任。1941年（昭和16年）10月、陸軍少将に進級し太平洋戦争を迎えた。
1942年（昭和17年）7月、第3軍参謀長に就任し、関東軍情報部長を経て、第13軍参謀長に異動。1945年（昭和20年）3月、陸軍中将に進み上海で終戦を迎えた。
1946年（昭和21年）7月、南京政府国防部顧問となる。1948年（昭和23年）1月31日、公職追放仮指定を受けた。同年10月に帰国。1951年（昭和26年）3月から1976年（昭和51年）3月まで、大陸問題研究所長に在任。

## 親族
- 弟 土居美水（中国語版）（台北市長）

## 著書
- ロシアの解剖 反共産主義の方向を歩む 日本協会出版部, 1940.
- 米ソ戦と日本 黄土社書店, 1952.
- 新軍備との対決 新しい日本の国防 興洋社, 1953.
- ソ連の戦術 ソ軍野外教令 大蔵出版, 1953.
- 朝鮮と中共 アイク政策の検討 福村書店, 1953.
- 差し向かいの毛沢東 中共首脳部の肚を叩く 新紀元社, 1957.
- 変りゆくソ連 日本再建協会, 1960.
- 共産国を揺がした十冊の本 今立鉄雄共編. 今日の問題社, 1960.
- フルシチョフと毛沢東 時事通信社, 1961. 時事新書
- ソ連の変化を語る 山田久就対談. 国際善隣倶楽部, 1966.11. 善隣シリーズ
- 新戦略と日本 時事通信社, 1968.